# Bassarabe VI da Valáquia
Bassarabe VI (?), foi Príncipe da Valáquia entre 6 de Janeiro e 5 de Fevereiro de 1529.

## Biografia
Desconhece-se a data de nascimento de Bassarabe. A sua parentalidade exata não é de todo conhecida: há fontes que o referem como filho de Mehmed Beg e descendente de Miguel I da Valáquia, outras mencionam-no como filho ilegítimo de Neagoe Bassarabe V. Foi proclamado príncipe a 6 de Janeiro de 1529 pelos assassinos de Radu de Afumati, o magistrado Neagoe e o marechal Drăgan. Porém, um mês após a sua eleição, a 5 de Fevereiro, é retirado do trono pelos seus próprios apoiantes (Neagoe e Drăgan) que formam uma regência conjunta. Os turcos, porém, ficaram descontentes com esta regência e apoiaram Moisés da Valáquia, que combateu os usurpadores e os expulsou do poder. Moisés tornou-se no novo Príncipe da Valáquia. Enquanto isto, Bassarabe retirara-se para sul do Rio Danúbio. Nada mais se sabe acerca deste príncipe, incluindo a sua data de falecimento.